# Mokubilo
Mokubilo è un villaggio del Botswana situato nel Distretto Centrale. 
Il villaggio, secondo il censimento del 2001 aveva 1.129 abitanti, suddivisi tra 485 maschi e 644 femmine; nel 2011 la popolazione è invece passata a 2.383 abitanti.
Si trova a 110 chilometri ad ovest da Francistown la seconda città del paese. Associate al villaggio vi sono numerose località, tra le quali Makgaba.